# Majk Volas
Majron Lion „Majk” Volas (9. maj 1918 – 7. april 2012) bio je američki novinar, voditelj televizijskih igara, glumac, i medijska ličnost. On je intervjuisao je širok spektar uglednih ličnosti tokom svoje karijere od sedam decenija. Bio je jedan od originalnih dopisnika za 60 minuta mreže CBS, koji je debitovao 1968. godine. Volas se penzionisao kao redovni dopisnik 2006. godine, ali se i dalje povremeno pojavljivao u seriji do 2008. godine.
Volas je intervjuisao mnoge političare, slavne ličnosti i akademke, kao što su Perl Bak, Deng Sjaoping, Mohamed Reza Pahlavi, Đang Cemin, Ruholah Homeini, Kurt Valdhajm, Frenk Lojd Rajt, Jaser Arafat, Menahem Begin, Anvar el Sadat, Manuel Norijega, Džon Neš, Gordon B. Hinkli, Vladimir Putin, Marija Kalas, Barbra Strajsend, Salvador Dalí, Mahmud Ahmadinežad, Miki Kohen, Džimi Fratijano, i Ajn Rand.

## Mladost
Volas, čije prezime je prvobitno bilo Valik, rođen je 9. maja 1918. u Bruklinu u Masačusetsu, u porodici ruskih jevrejskih imigranata. Tokom života identifikovao se kao Jevrejin. Otac mu je bio trgovac i posrednik osiguranja. Volas je pohađao Bruklinsku srednju školu, i maturirao 1935. godine. On je diplomirao na Univerzitetu u Mičigenu četiri godine kasnije na umetničkom odseku. Dok je bio student koledža, on je radio kao novinar za Mičigen Dejli i pripadao je Alfa Gama poglavlju bratstva Zeta Beta Tau.

## Karijera

### 1930-te – 1940-te: Radio
Volas se pojavio kao gost u popularnoj radio emisiji kviza Information Please 7. februara 1939. godine, kada je bio na poslednjoj godini svojih studija na Univerzitetu u Mičigenu. Svoje prvo leto nakon diplomiranja proveo je na programu u Interločen centru za umetnost. Njegov prvi posao na radiju bio je kao voditelj vesti i pisac kontinuiteta za WOOD radio u Grand Rapidsu, Mičigen. To je trajalo do 1940. godine, kada he prešao u WXYZ radio u Detroitu, Mičigen da radi kao spiker. Zatim je postao honorarni radio radnik u Čikagu.
Volas se prijavio u Mornaricu Sjedinjenih Država 1943. i tokom Drugog svetskog rata služio je kao oficir za komunikacije na USS Antedonu, tenderu za podmornice. On nije učestvovao u borbenim dejstvima, ali je putovao na Havaje, u Australiju i zaliv Subik na Filipinima, i taj brod je zatim patrolirao u Južnom kineskom moru, Filipinskom moru i južno od Japana. Nakon što se demobilisao 1946. godine, Volas se vratio u Čikago.
Volas je radio kao voditelj za radio emisije Curtain Time, Ned Jordan: Secret Agent, Sky King, The Green Hornet, Curtain Time, i The Spike Jones Show. Ponekad se navodi da je Volas bio voditelj za The Lone Ranger, ali je Volas to dematovao. Od 1946. do 1948. glumio je naslovni lik u The Crime Files of Flamond na WGN-u i u sindikaciji.
Volas je najavljivao rvanje u Čikagu krajem 1940-ih i početkom 1950-ih, sponzorisano od reklama piva Tavern Pejl.
Krajem 1940-ih, Volas je bio voditelj za radio mrežu CBS. On je ispoljio svoje komične veštine kada se pojavio pored Spajka Džonsa u rutinskim dijalozima. On je takođe bio glas Eldžin-Amerikana u reklamama kompanije za Groučo Marksov You Bet Your Life. Kao Majron Volas, tumačio je detektiva iz Njujorka Lu Kejgela u kratkotrajnoj radio-dramskoj seriji Crime on the Waterfront.

### 1940-te – 1960-te: Televizija
Godine 1949, Volas je počeo da prelazi na novi medijum televizije. Te godine je glumio pod imenom Majron Valas u kratkotrajnoj policijskoj drami, Stand By for Crime.
Volas je bio domaćin niza televizijskih igara tokom 1950-ih, uključujući The Big Surprise, Who's the Boss? i Who Pays?. Na početku svoje karijere, Volas nije bio poznat prvenstveno kao emiter vesti. Tokom tog perioda nije bilo neuobičajeno da voditelji vesti najavljuju, isporučuju reklame i vode emisije igara; Daglas Edvards, Džon Dejli, Džon Kameron Svajzi i Volter Kronkajt takođe su bili domaćini igara. Volas je takođe bio domaćin pilot epizode Nothing but the Truth, koju je vodio Bad Kolijer kada je emitovana pod naslovom To Tell the Truth. Volas je povremeno služio kao panelista na toj emisiji tokom 1950-ih. Takođe je pravio reklame za razne proizvode, uključujući skraćivanje brenda Flafo kompanije Procter & Gamble.
Volas je takođe bio domaćin dva programa kasnovečernjih intervjua, Night Beat (emitovan u Njujorku tokom 1955–1957, samo na DuMont-ovom WABD) i The Mike Wallace Interview na ABC-u 1957–1958. Pogledajte i Profile hrabrosti, odeljak: Kontroverza o autorstvu.
Godine 1959, Luis Lomaks je govorio Volasu o Naciji islama. Lomaks i Volas snimili su dokumentarni film od pet delova o toj organizaciji, The Hate That Hate Produced, koji je emitovan tokom nedelje od 13. jula 1959. Program je bio prvi put da je većina belaca čula za Naciju, njenog vođu, Elajdžu Muhameda, i njegovog harizmatičnog zastupnika, Malkolma X.
Do ranih 1960-ih, Volasov primarni prihod dolazio je od reklama za cigarete Parliament, hvaleći njihovu „mušku blagost“ (imao je ugovor sa Filip Morisom da plasira njihove cigarete kao rezultat prvobitnog sponzorstva kompanije za The Mike Wallace Interview).
Između juna 1961. i juna 1962. godine, Volas i Džojs Dejvidson su tokom jednog sata bili domaćini programa noćnih intervjua za Westinghouse Broadcasting u Njujorku pod nazivom PM East; to je bilo upareno sa polusatnim PM West, koji je vodio televizijski kritičar novina San Francisco Chronicle Terens O'Flaherti. Vestinghaus je seriju preneo na televizijske stanice u svom vlasništvu i u nekoliko drugih gradova. Kanal 8 WFAA-a u Dalasu u Teksasu je prenosio, ali gledaoci u drugim jugozapadnim državama, na dubokom jugu i u gradskim oblastima Čikaga i Filadelfije nisu mogli da ga gledaju.

## Biografije
- Rader, Peter (2012). Mike Wallace: A Life. New York: Thomas Dunne Books. ISBN 0-312-54339-5.

## Autobiografije
- Close Encounters: Mike Wallace's Own Story. New York: William Morrow. 1984. ISBN 0-688-01116-0. (co-written with Gary Paul Gates).
- Between You and Me: A Memoir. New York: Hyperion, 2005 (co-written with Gary Paul Gates).

## Literatura
- Cooper, Rand Richards (27. 9. 2019). „From Muckraking to Clickbait: ‘Mike Wallace Is Here’”. Commonweal Magazine.

## Spoljašnje veze
- Mike Wallace na sajtu  (jezik: engleski)
- Majk Volas на веб-сајту  (језик: енглески)
- Mike Wallace на веб-сајту  (језик: енглески)
- Majk Volas на сајту Find a Grave (језик: енглески)